# Riccardo Nowak
Riccardo Nowak (født 16. januar 1885 i Bergamo, død 18. februar 1950 smst.) var en italiensk fægter, som deltog i de olympiske lege 1908 i London. 
Nowak deltog i fem konkurrencer ved OL 1908: Individuelt i fleuret, kårde og sabel samt kårde og sabel for hold. Fleuret var med som demonstrationssport ved legene, så der er ikke registreret resultater for dette. Individuelt nåede han i kårde og sabel til anden runde, og i kårdeholdkonkurrencen var han med til at sikre Italien fjerdepladsen. Bedst gik det for sabelholdet, der i indledende runde vandt over Storbritannien, men derpå tabte i semifinalen til Ungarn, der senere vandt guld. Italienerne fik en kamp om andenpladsen, som de vandt over Tyskland. De andre på holdet var Marcello Bertinetti, Sante Ceccherini, Alessandro Pirzio Biroli og Abelardo Olivier.